# Предварителни президентски избори в САЩ
Първичните избори за президент на Съединените щати са процесът, чрез който от най-големите партии в Съединените щати се избират кандидатите за президент на страната в поредица от състезания в различни щати и територии на САЩ между февруари и юни в годината на изборите.